# Guatteria eriopoda
Guatteria eriopoda är en kirimojaväxtart som beskrevs av Dc. Guatteria eriopoda ingår i släktet Guatteria och familjen kirimojaväxter. IUCN kategoriserar arten globalt som sårbar. Inga underarter finns listade i Catalogue of Life.